# Kąty Nowe
Kąty [pronunciación en polaco: /ˈkɔntɨ ˈnɔvɛ/] es un pueblo ubicado en el distrito administrativo de Gmina Stopnica, dentro del condado de Busko, Voivodato de Świętokrzyskie, en el centro-sur de Polonia. Se encuentra a unos 3 kilómetros al noreste de Stopnica, a 18 kilómetros al este de Busko-Zdrój, y a 55 kilómetros al sureste de la capital regional Kielce.